# Alois Říha
Alois Říha (21. července 1875 Bratčice – 1. července 1945 Praha) byl český právník a úředník, za německé okupace jmenovaný primátor Prahy.

## Životopis
Narodil se v rolnické rodině, po gymnaziálních studiích v Čáslavi a Rychnově nad Kněžnou studoval na Právnické fakultě Univerzity Karlovy v Praze, titul JUDr. získal roku 1899.
V roce 1903 se oženil s Bertou Novotnou. Z manželství vzešla dcera Věra a syn Miloš. Rodina bydlela nejprve v Brandýse nad Labem, od roku 1914 pak v Praze.

## Kariéra ve státní správě
Pracoval ve státní správě, nejdříve u Českého místodržitelství, následně u okresních hejtmanství v Karlíně, Lanškrouně a Brandýse nad Labem.
Během první světové války působil opět na pražském místodržitelství, po válce pak jako okresní hejtman v Brandýse nad Labem. V roce 1924 mu byl udělen titul vládní rada, od roku 1928 působil u zemského úřadu v Praze. V roce 1939 byl na vlastní žádost penzionován jako titulární viceprezident zemské správy politické v Čechách.

## Pražský primátor
„Komisařským vedoucím pro výkon primátorských záležitostí“ ho v roce 1940 jako nepolitického odborníka jmenoval K. H. Frank po zatčení předchozího primátora Otakara Klapky.
Jeho pozice byla od počátku slabá, chod radnice ovlivňoval v době války německý náměstek primátora, horlivý nacista Josef Pfitzner. Jeho faktický vliv na vedení Prahy byl tedy omezený.
Snažil se bránit germanizačním snahám prosazovaným Pfitznerem, např. odmítl podepsat návrh zavádějící němčinu jako jediný úřední jazyk na magistrátu. Také bránil i pro Prahu nevýhodným nákupům říšských dluhopisů. V srpnu 1942 dokonce měl být pro nedostatek loajality k říši své funkce zbaven, s ohledem na veřejné mínění se tak nestalo.
Primátorem tak zůstal až do pražského povstání v květnu 1945, 5. května pak předal představitelům odboje správu města a odebral se domů. Zemřel zanedlouho, 1. července 1945, na infekčním oddělení Bulovky v Praze.